# Yangfangdian
Yangfangdian är ett stadsdelsdistrikt i Peking i Kina. Det ligger i Haidian i storstadsområdet Peking.